# Cystostereaceae
Cystostereaceae is een botanische naam, voor een familie van schimmels. 

## Geslachten
De familie omvat de volgende zeven geslachten (peildatum oktober 2020):
- Cericium
- Crustomyces
- Cystidiodontia
- Cystostereum
- Parvobasidium
- Parvodontia
- Rigidotubus